# Vinatea
La Vinatea és una òpera de Matilde Salvador sobre un text de Xavier Casp basat en una crònica de Pere el Cerimoniós. La història de Vinatea tracta sobre la rebel·lió de Vinatea, un noble valencià, que va ser executat per oposar-se a les concessions que va fer el Rei Alfons al seu fill. És una òpera dividida en tres actes i set quadres. L'obra fou estrenada el 19 de gener de 1974, al Gran Teatre del Liceu, de Barcelona, amb diverses representacions. Posteriorment, fou representada a València el 1975.

## Elenc de l'estrena
| Paper                    | Actor             |
| Vinatea                  | Pedro Farrés      |
| Jacmeta, dona de Vinatea | Isabel Fite       |
| La Reina                 | Rosa Maria Ysàs   |
| Nicolau, fill de Vinatea | Dalmau González   |
| Giner Rabasa             | Joan Pons         |
| El morellà               | Dalmau González   |
| El Rei                   | José Ruiz         |
| Jurat primer             | Iluminado Muñoz   |
| Jurat segon              | Jesus Castillón   |
| Cavaller primer          | Francesc Paulet   |
| Cavaller segon           | Manuel Soro       |
| Dama                     | Cecília Fondevila |
| Baró                     | Enric Serra       |
| Un d'Alzira              | Gervasi Ventur    |

En l'obra, a més a més, participa un cor general.
| Mestre Director     | Gerardo Pérez Busquier |
| Director d'escena   | Josep Maria Morera     |
| Vestuari i decorats | Joaquín Michavila      |
| Mestre de cor       | Riccardo Bottino       |

## Estil
L'òpera Vinatea fou orquestrada pel seu professor (d'harmonia, composició i orquestració) i posteriorment marit Vicent Asencio Fa ús de les veus en un registre greu i la puritat de la línia vocal mostra el dramatisme del text de Xavier Casp. Les idees polítiques estan unides amb referències a la música tradicional valenciana juntament amb la sensibilitat de l'autora. Té una estètica neoclàssica, impressionista i nacionalista, com les obres de Falla (concretament el Retablo). Aquests tres estils definien la generació del 27 a la qual ella pertany.

## Crítica
Després de la seva estrena Vinatea va rebre crítiques en els diaris, una de les que destaquem i citarem aquí és la de Montsalvatge:
| «                                                         | Cada episodio de la narración está musicalmente descrito con sobriedad, sin el mínimo efectismo y con recursos de curiosas formas armónicas y cadencias modales que dan a la partitura una constante suavidad y un aire arcaico sin llegar a ser imitativo de los clásicos o primitivos. La música de Matilde Salvador en este caso es fiel (pero no servil) a los principios tonales —y eso dice mucho en favor de la artista— perceptiblemente femenina, sin carecer de nervio. Pueda razonarse que no participa de la problemática del arte actual, lo que le priva de imponerse por la sorpresa o la novedad, pero la naturaleza musical de Matilde Salvador es tan autentica que su obra no queda por lo dicho antes marginada de una realidad sonora que no solamente mantienen vigente los innovadores. En los siete cuadros de «Vinatea» todo está expresado con sinceridad, y esta característica, que en ocasiones podría dar lugar a la expresión inútil o adocenada, en el de la compositora valenciana le presta su mejor encanto y una distinción especial. Escenas como el vigoroso monólogo de Vinatea en el segundo cuadro, la del segundo acto en que el coro entona un motete latino o todas las del tercer acto y en especial las del dialogo de Vinatea con su esposa Jacmenta—de una ternura y luminosidad melódica singulares—, cimentan la estructura general de la obra, a lo que contribuye en no escasa medida la hábil, sabia y ponderada instrumentación de Vicente Asensio; muy de acuerdo con el contenido lírico de la composición. | » |
| — Xavier Montsalvatge, La vanguardia, 22 de gener de 1974 | |   |

A més a més, Montsalvatge fa una crítica positiva a altres aspectes de l'obra com poden ser els personatges amb els seus respectius actors.

## Vinatea en la vida real
Poc sabem de la vida de Vinatea, se sap que va néixer a Morella (Castelló) probablement a finals del segle xiii i va morir a la ciutat de València l'any 1333 el mateix any que van succeir els fets de l'òpera.
Segons algunes fonts, Francesc de Vinatea, havia col·locat homes armats a diversos punts estratègics de la ciutat i va amenaçar al rei que si no retirava el contrafur, ningú sortiria amb vida del recinte excepte els membres de la reialesa.
A la façana del convent de la Puritat de València, anteriorment Casa del Palau de la confraria de Sant Jaume, una placa diu el següent:
| « | "De esta antiga casa de la Confraria de Sent Jaume on foren a.justats el consells que regiren la vida de Valencia va eixir el esforcat Vinatea en MCCCXXXIII per a oposar el protestament de Valencia al rei Alfons II pel contrafur de la donaciò al infant Ferran de les villes de Alzira, Borriana, Castelló, Morella, Molvedre i Xàtiva que foren alliberades al gest sublim de varò tan insgine que el poble valencià va secundar ab gran virilitat. Lo Rat Penat sots el patronat del Ajuntament de Valencia i ab el concurs de Agrupació Valencianista Republicana, Centre de Actuació Valencianista, Consell de Orientació Valencianista, Orfeó Valencià, Agrupació Valencianista Escolar i Acció Nacionalista Valenciana en el VI centenar de la gesta i per a la seua memoria al (…) VIII Octubre MCMXXXIII". | » |

Amb el nom de Francesc de Vinatea s'han retolat molts carrers del País Valencià. A la ciutat de València, a la plaça de l'ajuntament, s'aixecà una escultura realitzada el 1993 per Manuel Rodríguez Vázquez com homenatge a la seva persona i com a defensor dels furs al regne de València.